# Geraldine González
Geraldine González Martínez (27 de junio de 1999) es una estudiante de periodismo, modelo y reina de belleza chilena, quien fue coronada Miss Universo Chile el año 2019. Representó a su país en Miss Universo Atlanta, Georgia.
Desde 2025 es conductora en el canal de actualidad Turno de Nicolás Copano.

## Vida personal
Nació en el Antiguo Hospital San José de Independencia, hija de Luis González y Paola Martínez. Creció en la comuna Conchalí, en Santiago. 
Su tío es bombero y la inspiró a sumarse a la institución.

## Estudios
Cursó un año de derecho en la Universidad Andrés Bello y actualmente es estudiante de periodismo en la Universidad Alberto Hurtado de Santiago. 
Durante el año 2019, se entrenó para formar parte de la Séptima Compañía de Bomberos de Conchalí en marzo de 2019. Dedicó su tiempo al programa social que desarrolló con mujeres migrantes con el apoyo del gobierno de Conchalí.

## Carrera

### Miss Universo Chile 2018
Compitió en la edición 2018 de Miss Universo Chile, realizado por Chilevisión, donde terminó como la segunda finalista detrás de Andrea Díaz. En su segundo intento de ganar el título de Miss Universo Chile, ganó el título de Miss Universo Chile 2019 en representación de la Escuela SuperMiss el 1 de septiembre de 2019 en el Casino Dreams en Punta Arenas, Región de Magallanes y de la Antártica Chilena. También ganó el premio Miss Popularidad. Al final de la noche ganó la corona, sucediendo a Andrea Díaz.

### Miss Universo Chile 2019
Representó a Chile en la competencia Miss Universo 2019, que se realizó en Estados Unidos el 8 de diciembre en Atlanta, Georgia. Se posicionó logró como una de las grandes favoritas de la noche final, sin embargo, no logró quedar dentro de las semifinalistas. Se coronó como Miss Tocuyo, es decir, como la gran favorita del público que no logró clasificar en la noche final.